# Arnreit
Arnreit ist eine Gemeinde in Oberösterreich im Bezirk Rohrbach im oberen Mühlviertel mit 1199 Einwohnern (Stand 1. Jänner 2025). Die Gemeinde liegt im Gerichtsbezirk Rohrbach.

## Geographie
Arnreit liegt auf einer Höhe von 604 m ü. A. im zentralen Bereich des Bezirks Rohrbach im oberen Mühlviertel. Bezogen auf die naturschutzfachliche Raumgliederung gehört das gesamte Gemeindegebiet zum Zentralmühlviertler Hochland. Die Ausdehnung beträgt von Nord nach Süd 4,3 und von West nach Ost 7,3 Kilometer, die Gesamtfläche umfasst 20,35 Quadratkilometer. Arnreit liegt damit im Mittelfeld der Gemeinden des Bezirks. Mit 57 Einwohnern pro km² lag die Gemeinde 2013 wiederum im unteren Mittelfeld der Gemeinden des Bezirks. Das Gemeindegebiet erstreckt sich über eine Höhe zwischen 450 Meter im Tal der Kleinen Mühl bis auf über 660 Meter im Bereich des Schaubhof und des Höglinger Gupfs. 2001 waren 22,1 Prozent der Gemeindefläche bewaldet, 70,6 Prozent der Fläche wurden landwirtschaftlich genutzt. Im Vergleich mit dem Bundesland Oberösterreich ist Arnreit damit deutlich weniger bewaldet als der Landesschnitt (Oberösterreich: 38,3 Prozent) bzw. besteht wesentlich mehr landwirtschaftliche Nutzfläche (Oberösterreich: 49,3 Prozent). Der Anteil sonstiger Nutzungen (Bauflächen, Gärten, Gewässer und anderes) liegt mit 7,3 Prozent deutlich hinter dem Oberösterreichischen Durchschnitt von 13,8 Prozent. Nachbargemeinden sind Rohrbach in Oberösterreich und Berg bei Rohrbach im Norden, Auberg im Osten, Neufelden im Südosten, Altenfelden im Süden, Hörbich im Südwesten und Sarleinsbach im Westen.

### Geologie
Die Landschaft des Gemeindegebietes ist ein Teil der Böhmischen Masse. Die Landschaft fällt dabei von Norden nach Süden vom Böhmerwald bis zur Donau hin ab und ist durch tiefeingeschnittene Bäche geprägt. Die Böhmische Masse geht dabei auf ein sehr altes Gebirge zurück, dass durch die Variszische Gebirgsbildung im Paläozoikum (Karbon) entstand, wobei es zur Bildung von Graniten und Gneisen kam. Nach der starken Erodierung des ehemaligen Hochgebirges kam es während der Alpidischen Gebirgsbildung im, Tertiär zur Aufhebung der Böhmischen Masse um mehrere 100 Meter, wodurch Brüchen und Störungen entstanden. In weiterer Folge kam es im Tertiär und Quartär zur Ablagerung von Sedimenten. Der Untergrund des Gemeindegebietes besteht vor allem aus Weinsberger Granit. Im Süden der Gemeinde ist der Weinsberger Granit auch Grobkorngneis und stellenweise mit Diorit durchmischt. In einem Teilgebiet zwischen Partenreit und Schaubhof, insbesondere um Katzenbach tritt das Grundgestein punktuell auch an der Oberfläche massiv hervor, wobei Flursteine und Granitrundlinge als sichtbares Zeichen bestehen. Das Relief des Gemeindegebietes ist großteils plateuartig und von den Mühltälern durchschnitten, zudem bestehen im Bereich der hervortretenden Grundgesteins hügelige Bergkuppen hervor.

### Gemeindegliederung
Das Gemeindegebiet umfasst folgende Ortschaften (in Klammern Einwohnerzahl Stand 1. Jänner 2025):
- Arnreit (157)
- Daim (117)
- Eckersberg (24)
- Etzerreit (54)
- Getzing (25)
- Hengstschlag (12)
- Högling (15)
- Hölling (135)
- Humenberg (73)
- Iglbach (0)
- Katzenbach (29)
- Liebenstein (195)
- Moosham (41)
- Partenreit (92)
- Schönberg (5)
- Schörsching (45)
- Stierberg (87)
- Untergahleiten (39)
- Wippling (54)

### Nachbargemeinden
| Sarleinsbach | Rohrbach-Berg                               |           |
|              | Kompassrose, die auf Nachbargemeinden zeigt | Auberg    |
| Hörbich      | Altenfelden                                 | Neufelden |

## Geschichte
Funde (Tonscherben, 17 cm langes Steinbeil aus Serpentin) weisen auf eine frühe Besiedlung hin. Um 1000 erfolgt die erste Besiedlung der Region entlang der alten Handelsstraße durch das Geschlecht der Griesbacher, die im 13. Jhdt. durch Dienstleute des Bischofs von Passau fortgesetzt wird. Die erste urkundliche Erwähnung des Ortes erfolgt erst 1516, die Ortschaft Partenreith wird allerdings schon 1256 als Gerichtsplatz des Bischofs von Passau erwähnt. Vor 1851 war Arnreith ein Bauerndorf mit nur 11 Hausnummern.
→ Burgruine Liebenstein (Arnreit)
Am 1. Januar 1928 wurde aus einem Teil der Gemeinde Altenfelden die Ortsgemeinde Arnreit mit den Ortschaften Arnreith, Daim, Eckersberg, Getzing, Högling, Hölling, Humenberg, Katzenbach, Liebenstein, Partenreit, Schönberg, Schörsching und Stierberg gegründet.
Nach dem Anschluss Österreichs an das Deutsche Reich am 13. März 1938 gehörte der Ort zum Gau Oberdonau. Nach 1945 erfolgte die Wiederherstellung Oberösterreichs.
Ursprünglich war die Gemeinde seit 1850 Teil des Gerichtsbezirks Neufelden, nach dessen Auflösung wurde sie jedoch per 1. Jänner 2003 Teil des Gerichtsbezirks Rohrbach. 1938 wurde die damalige Nachbargemeinde Frindorf aufgelöst und die Katastralgemeinde Untergahleiten der Gemeinde Arnreit zugeschlagen. 1947 kamen die Ortschaften Etzerreith, Hengstschlag, Moosham, Untergahleiten und Wippling aus der nunmehr endgültig aufgelösten Gemeinde Frindorf dazu.

## Bevölkerung

### Bevölkerungsstruktur
2013 lebten in der Gemeinde 1.158 Menschen, womit Arnreit im unteren Mittelfeld der Gemeinden des Bezirks lag. Ende 2001 waren 99,2 Prozent der Bevölkerung österreichische Staatsbürger (Oberösterreich 92,8 Prozent, Bezirk Rohrbach 96,9 Prozent), bis zum Jahresbeginn 2013 sank der Wert unwesentlich auf 98,4 Prozent (Oberösterreich 91,1 Prozent, Bezirk Rohrbach 96,9 Prozent) an. Insgesamt wurden 2013 in der Gemeinde nur 18 Ausländer gezählt, die zu 94 Prozent aus Europa stammten. 50 Prozent der Ausländer stammten aus dem ehemaligen Jugoslawien (ohne Slowenien). Insgesamt hatten 35 Einwohner einen ausländischen Geburtsort. Zur römisch-katholischen Kirche bekannten sich 2001 97,8 Prozent der Einwohner (Oberösterreich: 88,6 Prozent), 1,2 Prozent waren ohne Bekenntnis, 0,5 Prozent islamischen Glaubens und 0,2 Prozent evangelisch.
Der Altersdurchschnitt der Gemeindebevölkerung lag 2001 ungefähr im Landesdurchschnitt. 21,4 Prozent der Einwohner von Arnreit waren jünger als 15 Jahre (Oberösterreich: 18,8 Prozent), 62,0 Prozent zwischen 15 und 59 Jahre alt (Oberösterreich: 61,6 Prozent). Der Anteil der Einwohner über 59 Jahre lag mit 16,6 Prozent unter dem Landesdurchschnitt von 20,2 Prozent. Der Altersdurchschnitt der Bevölkerung von Arnreit veränderte sich in der Folge vor allem in allen Segmenten. Der Anteil der unter 15-Jährigen sank per 1. Jänner 2013 auf 19,3 Prozent, während sich der Anteil der Menschen zwischen 15 und 59 Jahren auf 67,2 Prozent deutlich erhöhte. Der Anteil der über 59-Jährigen fiel leicht auf 13,5 Prozent. Nach dem Familienstand waren 2001 50,9 Prozent der Einwohner von Arnreit ledig, 43,6 Prozent verheiratet, 4,2 Prozent verwitwet und 1,4 Prozent geschieden.

### Bevölkerungsentwicklung
Die Bevölkerungsentwicklung auf dem Gebiet der heutigen Gemeinde Arntreit verlief zwischen 1869 und 2013 weitgehend analog zur Bevölkerungsentwicklung des Bezirks Rohrbach. Insgesamt steigerte sich die Einwohnerzahl jedoch etwas stärker als im Bezirksschnitt, wobei die Bevölkerungszahl in Arnreit zwischen 1869 und 2013 um 13 Prozent stieg. Die Einwohnerzahl bewegte sich in diesem Zeitraum in einem sehr engen Band zwischen rund 1.000 und 1.200 Einwohnern, wobei 1971 mit 982 Einwohnern der niedrigste Bevölkerungsstand gemessen wurde. Die höchste Einwohnerzahl wies die Gemeinde 2013 mit 1.158 Personen auf. Das Wachstum der Gemeinde seit 1971 ist vom Geburtenüberschuss getrieben. Dieser fiel in den letzten Jahrzehnten immer höher aus, als die Abwanderung, die in den 1990er Jahren zudem zurückging. Dieser Trend setzte sich auch seit der Jahrtausendwende fort.

## Kultur und Sehenswürdigkeiten
In der Gemeinde Arnreit besteht mit der katholischen Pfarrkirche ein denkmalgeschütztes Objekt. Der späthistoristische Kirchenbau wurde Ende des 19. Jahrhunderts von Franz Schiefthaler errichtet und ist dem Heiligen Lorenz geweiht. Die Kirche im Rundbogenstil besitzt romanisierende Details und einen in den 1950er Jahren errichteten Westturm.

## Wirtschaft und Infrastruktur

### Verkehr
Arnreit wird von der Rohrbacher Straße (B 127), die von Süden nach Norden verläuft, in zwei Hälften geteilt. Die Rohrbacher Straße ist dabei die wichtigste Verkehrsverbindung des Bezirks und verbindet Arnreit mit Altenfelden im Süden und der Bezirkshauptstadt Rohrbach im Norden. Nördlich der Hauptsiedlung Arnreit zweigt von der Rohrbacher Straße die Iglmühl Bezirksstraße (L 1526) ab, die Arnreit mit den Ortsteilen Untergahleiten und Etzerreit verbindet. Die L 1526 überquert in der Folge bei der Iglmühle die Große Mühl und verläuft weiter über die Gemeinde Auberg nach St. Peter am Wimberg. Ansonsten bestehen im Gemeindegebiet nur Gemeindestraßen.
Bei der Iglmühle befindet sich auch die gleichnamige Haltestelle der Mühlkreisbahn.

## Politik

### Gemeinderat
Der Gemeinderat als oberstes Gremium der Gemeinde umfasst seit 2021 nur noch 13 Sitze (davor 19) und wird alle sechs Jahre im Zuge oberösterreichweiter Gemeinderatswahlen gewählt.
Stärkste Fraktion im Gemeinderat von Arnreit ist seit jeher die ÖVP, die in der Zeit seit 1945 immer die absolute Stimmen- und Mandatsmehrheit erzielte bzw. immer auch über eine Dreiviertel-Mehrheit verfügte. 1955 erreichte die ÖVP als einzige kandidierende Partei sogar 100 Prozent der Stimmen, 2003 verzeichnete sie mit 77,4 Prozent ihr schlechtestes Ergebnis. Zweitstärkste Partei im Gemeinderat von Arnreit war meist die Sozialdemokratische Partei Österreichs (SPÖ), sie trat bis auf das Jahr 1955 bei jeder Wahl an und konnte zwischen 4,7 Prozent (1949) und 18,3 Prozent (1985) erreichen. Nach 1985 kam sie auf Ergebnisse zwischen 10,4 und 17,1 Prozent. Die Freiheitliche Partei Österreichs (FPÖ) war lediglich zwischen 1997 und 2009 im Gemeinderat von Arnreit vertreten, wobei sie 1997 10,8 Prozent und 2003 7,0 Prozent erreichte. 1997 war sie damit knapp vor der SPÖ auf dem zweiten Platz gelandet.
- Mit den Gemeinderats- und Bürgermeisterwahlen in Oberösterreich 1997 hatte der Gemeinderat folgende Verteilung: 15 ÖVP, 2 FPÖ und 2 SPÖ.[7]
- Mit den Gemeinderats- und Bürgermeisterwahlen in Oberösterreich 2003 hatte der Gemeinderat folgende Verteilung: 15 ÖVP, 3 SPÖ und 1 FPÖ.[8]
- Mit den Gemeinderats- und Bürgermeisterwahlen in Oberösterreich 2009 hatte der Gemeinderat folgende Verteilung: 17 ÖVP und 2 SPÖ.[9]
- Mit den Gemeinderats- und Bürgermeisterwahlen in Oberösterreich 2015 hatte der Gemeinderat folgende Verteilung: 17 ÖVP und 2 SPÖ.[10]
- Mit den Gemeinderats- und Bürgermeisterwahlen in Oberösterreich 2021 hat der Gemeinderat folgende Verteilung: 11 ÖVP und 2 SPÖ.[11]

### Bürgermeister
Der Bürgermeister wird seit 1997 in einer Direktwahl bestimmt, wobei es bei keiner absoluten Mehrheit für einen Kandidaten zu einer Stichwahl kommt. Die erste Direktwahl konnte der seit 1991 amtierende Bürgermeister Alois Koblmüller (ÖVP) mit 95,7 Prozent für sich entscheiden. Sein 2003 erstmals angetretener Nachfolger Johann Reiter wurde 2003 mit 96,8 Prozent gewählt und 2009 mit 94,8 Prozent im Amt bestätigt. Bei der Wahl 2015 wurde Heinz Gerald Kobler mit 96,7 Prozent der Stimmen zum Bürgermeister gewählt.
Bürgermeister seit 1928:
| Amtszeit  | Name                 | Amtszeit  | Name                 |
| --------- | -------------------- | --------- | -------------------- |
| 1928–1936 | Franz Azesberger     | 1946–1954 | Balthasar Gierlinger |
| 1936–1938 | Balthasar Gierlinger | 1954–1967 | Franz Koblmüller     |
| 1938      | Ludwig Gierlinger    | 1967–1991 | Augustin Gierlinger  |
| 1938–1942 | Karl Meisinger       | 1991–2003 | Alois Koblmüller     |
| 1942–1945 | Josef Steininger     | 2003–2015 | Johann Reiter        |
| 1945–1946 | Johann Gahleitner    | seit 2015 | Heinz Kobler         |

### Sonstige Wahlen
Wie bei Gemeinderatswahlen dominiert die ÖVP auch bei Landtagswahlen in der Gemeinde, wenngleich die Dominanz der Volkspartei etwas zurückgegangen ist. Dennoch konnte die ÖVP seit 1945 immer stimmenstärkste Partei werden, vor 1997 verfügte sie sogar über eine Dreiviertelmehrheit. Ihr bestes Ergebnis erreichte die ÖVP zwischen im Jahr 1949 mit 89,9 Prozent, seitdem verlor sie nahezu sukzessive an Stimmenanteilen, wobei sie 2003 mit 68,3 Prozent ihr bisher niedrigstes Ergebnis einfuhr. Zweitstärkste Partei war bei Landtagswahlen mit einer Ausnahme immer die SPÖ, die Wahlergebnisse zwischen 8,0 und 16,4 Prozent für sich verbuchen konnte. Ihr bestes Ergebnis hatte die SPÖ dabei 2003, ihr schlechtestes 1945. Drittstärkste Partei war überwiegend die FPÖ, die bis 1985 lediglich maximal 1,6 Prozent erreichte. In der Folge konnte sich die FPÖ jedoch auf Ergebnisse zwischen 7,9 und 11,0 Prozent steigern. 1997 konnte sich die FPÖ dabei mit ihrem bisher besten Ergebnis kurzfristig vor der SPÖ positionieren. Bei der letzten Landtagswahl 2009 kam die ÖVP mit 70,1 Prozent und ihrem bisher zweitschlechtesten Ergebnis auf den ersten Platz. Die SPÖ kam nur noch auf 10,0 Prozent und musste damit rund 6 Prozent ihrer Stimmenanteile abgeben. Die FPÖ erreichten 9,3 Prozent, die Grünen kamen auf 7,6 Prozent.

### Wappen
Der Gemeinde Arnreit wurde das Gemeindewappen am 20. März 1978 durch die oberösterreichische Landesregierung verliehen, wobei der Entwurf von Herbert Erich Baumert aus Linz stammt. Die Blasonierung des Wappens lautet: In Grün ein goldener, mit einem roten Rost belegter Balken, begleitet oben von zwei und unten von einer silbernen Kartoffelblüte mit goldenen Staubblättern. Die Symbole des Wappens stehen für die Synthese des wirtschaftlichen und kirchliche Leben in der Gemeinde, wobei die Kartoffelblüte auf die Bedeutung des Kartoffelanbaus und die im Jahre 1923 erfolgte Gründung des „Saatbauvereines Arnreit“ Bezug nimmt. Der Saatbauverein war dabei die erste genossenschaftlichen Vereinigung Oberösterreichs, die sich mit der Zucht und der Vermehrung von Saatgut beschäftigte. Der Rost in der Mitte des Wappens zeigt das Attribut des Heiligen Laurentius, dem das Patrozinium der Pfarrkirche gewidmet ist. Die Gemeindefarben sind Grün-Gelb-Grün, wobei die Farben im Oktober von der Gemeinde festgelegt und ebenfalls im März 1978 von der Landesregierung bestätigt wurden.

## Persönlichkeiten

### Söhne und Töchter der Gemeinde
- Balthasar Gierlinger (1886–1954), Landwirt und Politiker
- Ludwig Scharinger (1942–2019), Bankmanager
- Kurt Azesberger (1960–2020), österreichischer Tenor